# Austin Ambassador
L'Austin Ambassador est une berline commercialisée de 1982 à 1984 par le groupe British Leyland, sous la marque Austin.

## Histoire
L'Ambassador est la première voiture commercialisée sous le nom d'Austin depuis l'Austin Maxi, en 1969. La voiture, conçue avec un budget réduit, constitue en réalité une simple remise au goût du jour de la Leyland Princess, sortie en 1975, modèle vieillissant mais pas encore prêt à être remplacé. Sa ligne présente ainsi une grande similitude avec celle de sa devancière. Pourtant, de nombreuses pièces de carrosserie ne proviennent pas d'elle et, malgré leur ressemblance, ont été redessinées. Le tableau de bord est également entièrement nouveau et, surtout, le modèle corrige l'un des principaux défauts de la Princess en s'équipant enfin d'un hayon.
Ce restylage en profondeur vise, dans l'ensemble, à adapter l'allure de l'ancienne berline aux goûts des années 1980. La fonction de l'Ambassador n'est pas véritablement d'être un nouveau modèle, mais de donner un sursis à la plate-forme et au design de la Princess jusqu'à la sortie d'une remplaçante vraiment nouvelle – qui sera l'Austin Montego, en 1984.
Cependant, l'Ambassador souffrit plutôt de ce statut mal défini, à mi-chemin entre nouveauté et simple restylage. La ressemblance avec la Princess restait évidente et ne pouvait la faire passer véritablement pour une nouvelle voiture, mais British Leyland, en la faisant changer de nom et de marque, semblait la présenter comme telle, donnant à l'ensemble des allures d'opération marketing peu reluisante — surtout de la part d'un groupe en manque chronique de moyens et à l'image dégradée. Par ailleurs, la qualité intérieure n'était pas meilleure que dans la génération précédente, et même plutôt moins bonne. Les acheteurs ne furent pas convaincus et l'Ambassador, dont la carrière ne dura de plus que deux ans, ne fut donc pas un succès commercial.

## Ventes

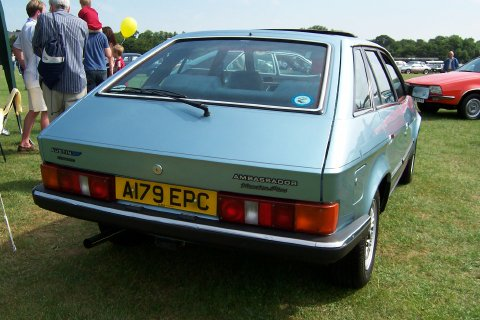
Austin Ambassador.

Le modèle ne fut produit qu'en conduite à droite, restant ainsi confiné au marché britannique.
Les ventes de l'Ambassador se chiffrent à 43 427 véhicules en deux années de ventes. Il ne resterait aujourd'hui que soixante exemplaires, dont vingt-huit en circulation.